# Bussigny
Bussigny é uma comuna da Suíça, situada no distrito do Ouest lausannois, no cantão de Vaud. Tem 4,82 km² de área e sua população em 2018 foi estimada em 8.736 habitantes.